# نيكولاس إيستون
نيكولاس إيستون هو سياسي أمريكي، ولد في 1593 في ليمينغتون ‏ في المملكة المتحدة، وتوفي في 15 أغسطس 1675 في نيوبورت في الولايات المتحدة. انتخب colonial governor of Rhode Island ‏.